# タウンゼンド山
タウンゼンド山（タウンゼンドさん、英語: Mount Townsend）は、オーストラリア・ニューサウスウェールズ州のグレートディヴァイディング山脈にある山である。
標高は海抜2209メートルで、オーストラリア本土で2番目に高い山である。コジオスコ国立公園の中にあり、オーストラリア本土最高峰であるコジオスコの北3.68kmに位置する。コジオスコよりも低いが、比較的丸い頂上のコジオスコと比べて険しい山頂を持つ。
ビクトリア植民地の地図で、コジオスコの名が誤ってタウンゼンド山の位置に書き込まれたことがあり、その後、様々な混同が生じることとなった。この誤りは、1940年にニューサウスウェールズ州陸地部所属の作図家で歴史家のB.T.Dowdによって修正された。彼の研究は、パヴェウ・ストシェレツキによってつけられたコジオスコという山名が、ニューサウスウェールズ州の地図においては常にオーストラリアの最高峰を指していたことを再確認した。